# Industria minera en Angola

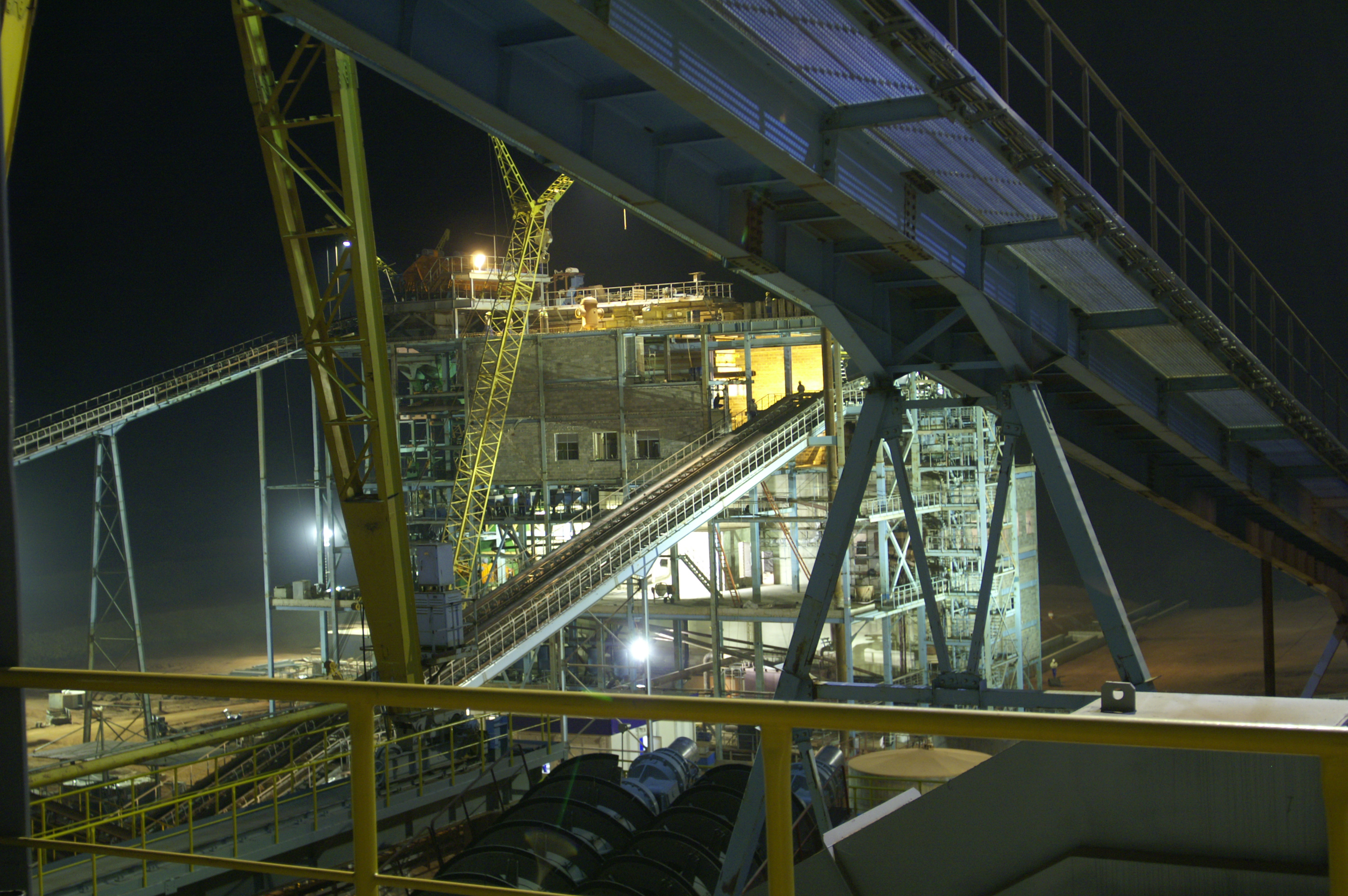
Imagen de la mina de Catoca, una de las minas de diamantes de Angola.

La industria minera en Angola es una actividad que posee un gran potencial económico, ya que el país posee uno de los mayores y más diversificados recursos mineros de África. Angola es el tercer productor de diamantes en África y solo se ha explorado el 40% del territorio con potencial diamantífero del país, pero le ha sido difícil atraer inversores extranjeros a causa del elevado nivel de corrupción, las violaciones a los derechos humanos y el contrabando de diamantes. La producción creció un 30% en 2006 y Endiama, la compañía nacional de diamantes de Angola, tenía planificado aumentar la producción de diamantes un 8% en 2007 para producir 10,000,000 kilates (2000 kg) por año. El gobierno intenta atraer compañías extranjeras hacia las provincias de Bié, Malanje y Uíge. Además, históricamente Angola ha sido un gran productor de mineral de hierro.

## Petróleo
Hacia el 2012 los ingresos por explotación de petróleo representaban más del 95% de los ingresos por exportaciones de Angola y casi el 45% del PBI.
En el 2016 las reservas comprobadas de petróleo de Angola eran de 9,523 millones de barriles, mientras que las reservas comprobadas de gas eran de 308 000 millones de m³.

## Diamantes
Si bien existen algunos registros que dan cuenta de la exportación de diamantes desde Angola por parte de los portugueses a comienzos del siglo XVIII, la industria moderna de extracción de diamantes comenzó en 1912, cuando se descubrieron gemas en un arroyo en la región de Lunda en el noreste. En 1917 se le otorgó a Diamang una concesión para prospección y extracción de diamantes, la cual mantuvo hasta la independencia de Angola. El gobierno tomó el control de la empresa en 1977. Una ley sobre minería (Ley 5/79) fue promulgada en abril de 1979 y mediante la misma se le otorgó al estado los derechos exclusivos de prospección y extracción de minerales. Por lo cual en 1981 se fundó una empresa estatal de minería de diamantes, la Emprêsa Nacional de Diamantes--Endiama, la cual absorbió las acciones que el gobierno tenía de Diamang. UNITA eligió a la industria de minería del diamante como uno de sus objetivos principales, y pronto hizo mella sobre las actividades mineras que se llevaban adelante. Las dos compañías extranjeras involucradas en la operación de las actividades mineras se fueron de Angola en 1986 y a mediados de 1986 Diamang fue formalmente disuelta, dejando numerosas deudas.
Los ataques llevados a cabo por UNITA sobre los centros mineros, el bloqueo de las rutas de transporte, el robo y el contrabando generalizado hicieron que las ventas de diamantes cayeran a 33 millones de dólares en 1985 y a un estimado de 15 millones de dólares en 1986.
A fines de 1986, Roan Selection Trust (RST) International, una subsidiaria de la empresa registrada en Luxemburgo ITM International, comenzó a explotar la zona de Cafunfo, a lo largo del cauce del río Cuango, sitio de los más valiosos depósitos aluvionales de diamantes en Angola. La minería en dicha región había estado suspendida durante más de dos años luego que UNITA atacara el campamento minero en febrero de 1984, secuestrando 77 trabajadores extranjeros y dañando la maquinaria minera. Luego del secuestro de un trabajador británico en noviembre de 1986, se reforzaron las fuerzas de seguridad en la zona, lo que permitió retomar la actividad minera. En 1987 la producción era de unos 60 000 quilates, y otros 120 000 quilates eran producidos en las otras dos zonas mineras, Andrada y Lucapa. Hacia 1987 la producción de diamantes había crecido a 750 000 quilates, comparado con menos de 400 000 quilates producidos en 1986. Sin embargo, la producción de 1987 era similar a la de 1985 y apenas la mitad de la de 1980.
Este aumento de la producción se ha visto beneficiado por el incremento del precio por quilate pagado por los diamantes de Angola. El relanzamiento de la minería en la zona del río Cuango y un descenso en la cantidad de robos de las piedras de mayor valor en las zonas de Andrada y Lucapa han aumentado el producido. No solo ello, Endiama, que supervisa la industria y realiza ventas mensuales, se ha visto beneficiada por la mejora en los precios del mercado mundial de diamantes como en la aceptación por parte de los comerciantes de pagar precios mayores con la esperanza de asegurarse posiciones de privilegio en futuras negociaciones y compras. Por lo tanto, el precio promedio por quilate observado durante las ventas mensuales durante 1987 superó los 110 dólares, más del doble del valor en 1985 (45 dólares) y es su valor más alto desde 1981 (119 dólares).

## El monopolio de De Beers
El comercio de diamantes, la fuente de ingresos más importante de UNITA, se realizó en cooperación con la empresa británico-sudafricano De Beers de comercio monopólico de diamantes. La Central Selling Organization CSO, el centro de distribución De Beers, maximizó la compra de la producción de Angola de diamantes, definiéndola como el diamante oficial de De Beers y transportando las piedras bajo custodia. La CSO regula el número de piedras preciosas que se venden periódicamente a "Sight holder" (comerciantes con licencia) para ser posteriormente ofrecidos en los mercados de diamantes más importantes de Amberes, Tel Aviv y Londres. El grupo transnacional de diamantes controla aproximadamente el 70 por ciento del comercio mundial de diamantes.

## Mineral de hierro
Si bien alguna vez el mineral de hierro fue una de sus principales fuentes de divisas por exportaciones de Angola, hacia fines de la década de 1980 ya no se explotaban minas de hierro, a causa de problemas de seguridad y transporte. Desde mediados de la década de 1960 hasta 1975, el mineral de hierro se extraía de las provincias de Malanje, Bié, Huambo, y Huíla, y la producción alcanzó un valor promedio de 5.7 millones de toneladas por año entre 1970 y 1974. Gran parte del mineral de hierro se exportaba a Japón, Alemania y Gran Bretaña; el volumen total de ventas era de unos 50 millones de dólares por año. Luego de la independencia, el gobierno creó una empresa estatal, la Emprêsa Nacional de Ferro de Angola—Ferrangol, para explorar y extraer, procesar, y comercializar el mineral de hierro. Ferrangol contrató a Austromineral, una empresa austríaca, para que reparara los equipos y organizara la producción en Cassinga en la provincia de Huíla. La producción comenzó a disminuir en 1974 debido a problemas técnicos en la mina de  Cassinga y se detuvo por completo en agosto de 1975. La zona quedó bajo control extranjero en 1975 cuando fue invadida por tropas de Sudáfrica. Si bien las tropas sudafricanas se retiraron a comienzos de 1976, para 1988 las operaciones mineras en la zona no habían recomenzado aún.

## Otros minerales
Angola también posee importantes yacimientos de otros minerales que aún permanecen sin explotar a comienzos del siglo XXI. Los mismos comprenden manganeso, cobre, oro, fosfatos, granito, mármol, uranio, cuarzo, plomo, zinc, wolframio, estaño, fluorita, azufre, feldespato, caolín, mica, asfalto, yeso, y talco. El gobierno tiene la esperanza de recomenzar a las actividades mineras en el suroeste con la extracción de cuarzo cristalino y mármol ornamental. Se ha estimado que se podrían extraer anualmente unos 5,000 m³ de mármol durante un periodo de unos veinte años. Una empresa propiedad del estado ha extraído granito y mármol en las provincias de Huíla y Namibe, y en 1983 produjo 4,450 m³ de granito y 500 m³ de mármol. La producción de cuarzo fue suspendida a causa de la inseguridad en las zonas mineras de la provincia de Cuanza Sul.
El gobierno creó una empresa en 1980 para explotar los yacimientos de fosfato en el noroeste. Se estima hay yacimientos de unas 50 millones de toneladas en la provincia de Zaire y unas 100 millones de toneladas en la provincia de Cabinda.